# Condado (Pernambuco)
Condado é um município brasileiro do estado de Pernambuco. O município é formado apenas pelo distrito sede.

## História
O município que hoje é conhecido por Condado era chamado de Goianinha e originou-se da cidade de Goiana, pois era um distrito goianense. Goianinha começou a ser povoada no fim do século XVII.
Surge a história, em 1835, acolhendo os legistas de Goiana, que fora ocupada pelos revolucionários, sob o comando de Antônio Carneiro e coadjuvado pelos seus irmãos, no movimento conhecido por “Guerra dos cabanos”. As forças legistas de Goiana abandonaram a cidade e se acantonaram na povoação de Goianinha.
Foram eleitos em 1856 Juízes da Paz do distrito de Goiana: o Dr. José Inácio da Cunha Rabelo, Cel. Henrique Luiz da Cunha de Melo e o Major Manuel Corrêa de Oliveira Andrade.
São Sebastião se tornou o padroeiro da localidade, pois em 1870 uma epidemia de bexiga ia destruindo quase toda população, quando, através de uma promessa fervorosa ao mesmo santo, foi conseguida a extirpação do mal epidêmico.
Em 1896 Condado foi elevado à categoria de vila. Em 1934 foi criada Paróquia de Nossa das Dores do Condado. Só em 1943 Goianinha passou a se chamar Condado por sugestão do geógrafo, historiador e professor Mário Melo, em homenagem a um engenho e riacho local. A lei que emancipa a cidade é de 1958, a Lei 3340. A cidade só veio a ser instalada de fato em 1962, com a eleição do primeiro prefeito: Honorato Cabral de Sousa Campos. A data escolhida para tal foi 11 de novembro.

## Geografia
O relevo de Condado participa, em sua maior parte, da unidade dos Tabuleiros Costeiros. Nessa unidade geoambiental os solos presentes são Latossolos e Podzólicos nos topos de chapadas e topos residuais; solos Podzólicos com Fregipan, Podzólicos Plínticos e Podzóis nas pequenas depressões nos tabuleiros; pelos Podzólicos Concrecionários em áreas dissecadas e encostas e Gleissolos e Solos Aluviais nas áreas de várzeas. Uma pequena área do município está na unidade das Baixadas Litorâneas do Nordeste, caracterizada por restingas, mangues e dunas.
A vegetação nativa é predominantemente do tipo Floresta Subperenifólia, com partes de Floresta Subcaducifólia e transição cerrado/floresta.
O município de Condado encontra-se inserido nos domínios da bacia hidrográfica do Rio Goiana.